# Fritz Pauli
 (avril 2018).
Si vous disposez d'ouvrages ou d'articles de référence ou si vous connaissez des sites web de qualité traitant du thème abordé ici, merci de compléter l'article en donnant les références utiles à sa vérifiabilité et en les liant à la section « Notes et références ».
Pour les articles homonymes, voir Pauli (homonymie).
Fritz Eduard Pauli (7 mai 1891 à Berne - 3 septembre 1968 à Cavigliano), était un peintre suisse.